# Eclipse (gruppo musicale)
Gli Eclipse sono un gruppo musicale svedese power metal fondato nel 1999 da Erik Mårtensson.

## Storia
La band è stata fondata nel 1999 a Stoccolma dal cantante Erik Mårtensson e dal batterista Anders Berlin. Insieme al chitarrista Magnus Henriksson hanno firmato un contratto discografico con l'etichetta inglese Z Records. L'album di debutto della band, "The Truth and A Little More" è stato pubblicato nel 2001.
Gli Eclipse successivamente sono passati con l'etichetta italiana Frontiers Records e nell'aprile 2004 hanno pubblicato l'album "Second To None". Nel 2008 arriva il loro terzo album "Are You Ready to Rock". Erik Mårtensson si è dedicato contemporaneamente anche ad un progetto secondario, scrivendo la maggior parte delle canzoni, WET (la cui sigla deriva dai gruppi di appartenenza dei singoli membri coinvolti: Work of Art (W), Eclipse (E) e Talisman (T)).
Nel 2012 hanno pubblicato l'album "Bleed & Scream". Dopo tre anni, ha visto invece la luce il quinto lavoro della band intitolato "Armageddonize". Gli Eclipse hanno anche partecipato al Melodifestivalen 2016 col brano "Runaways".
La band ha pubblicato il sesto album "Monumentum" a marzo 2017. Nel 2019 è uscito il loro settimo lavoro discografico: "Paradigm". Poco prima della sua pubblicazione, il bassista Magnus Ulfstedt decide di lasciare il gruppo. Conseguentemente viene scelto come nuovo bassista Victor Crusner, fratello del batterista Philip Crusner.
Nel 2021 hanno pubblicato il loro ottavo album: "Wired".

## Formazione

### Formazione attuale
- Erik Mårtensson – voce, chitarra ritmica (dal 1999)
- Magnus Henriksson – chitarra solista (dal 1999)
- Philip Crusner – batteria (dal 2015)
- Victor Crusner – basso (dal 2019)

### Membri precedenti
- Robban Bäck – batteria (2006–2015)
- Magnus Ulfstedt – basso  (2014–2019)
- Anders Berlin – batteria (1999–2004)
- Fredrik Folkare – basso (2003–2008)
- Martin Bengtsson - basso (2008-2014)
- Johan Berlin – tastiera (2006–2014)

## Discografia
Album in studio
- 2001 – The Truth And A Little More
- 2004 – Second To None
- 2008 – Are You Ready to Rock
- 2012 – Bleed and Scream
- 2015 – Armageddonize
- 2017 – Monumentum
- 2019 – Paradigm
- 2021 – Wired
- 2023 - Megalomanium

raccolte
- 2014 – Are You Ready to Rock MMXIV

Live
- 2020 – Viva la VicTOURia

Singoli
- 2012 – Bleed and Scream
- 2015 – Stand On Your Feet
- 2015 – Runaways
- 2017 – Vertigo
- 2017 – Never Look Back
- 2017 – Killing Me
- 2017 – Jaded
- 2017 – The Downfall of Eden
- 2018 – Killing Me (Sellout Version)
- 2019 – United
- 2019 – Viva La Victoria
- 2019 – Mary Leigh
- 2019 – The Masquerade
- 2020 – Driving One of Your Cars